# Limonium brunneri
Espèce
Statut de conservation UICN

 CR B1ab(ii,iii,iv) : 
En danger critique
Limonium brunneri est une espèce de plantes à fleurs de la famille des Plumbaginaceae. C'est une espèce endémique du Cap-Vert.
Comme Limonium jovi-barba et Limonium braunii, elle est connue localement sous le nom de « carqueja ».
Elle se développe principalement sur des sols sableux et argileux et sa présence est particulièrement abondante sur les côtes arides des îlots de Branco et Raso, ainsi que sur les îles de Sal et  São Vicente.